# Georg de Laval
Georg de Laval (n. 16 aprilie 1883, Parohia Klara⁠(d), Over-Governors office⁠(d), Suedia – d. 10 martie 1970, parohia Oscar⁠(d), Comitatul Stockholm, Suedia) a fost un trăgător de tir ce a reprezentat Suedia, medaliat olimpic. A participat la o ediție a Jocurilor Olimpice (1912) în care a câștigat o medalie de argint și o medalie de bronz.